# Sven Öhman
Sven Erik Gustaf Öhman, född 14 juni 1936 i Sundsvall, död 14 juni 2008 i Stockholm, var en svensk fonetiker samt professor vid Uppsala universitet från 1969.

## Biografi
Öhman avlade filosofie licentiatexamen vid fonetiska institutionen i Uppsala under handledning av Göran Hammarström och doktorerade under handledning av Gunnar Fant på experimentalfonetiska studier av koartikulation. Han anlade senare ett begreppsanalytiskt synsätt med kritik mot populärvetenskapens antaganden och anspråk, mot akustisk fonetik som modell för klassisk (dvs. artikulatorisk-auditiv) fonetik och mot generativ lingvistik. Med boken Slappt uttal (1998) introducerade han fonetikens grundbegrepp för den breda allmänheten.
Öhmans vetenskapliga publicering har (2025) enligt Scopus drygt 400 citeringar och ett h-index på 6.

### Familj
Sven Öhman var gift med TV-producenten Birgitta Öhman (född 1937). De fick tillsammans fyra barn, bland annat balettdansaren Johannes Öhman. Sven Öhman är begravd på Maria Magdalena kyrkogård i Stockholm.

## Utmärkelser
- Festskrift till Öhmans 40-årsdag: Uppsala universitet. Institutionen för lingvistik; Öhman Sven (1976). Till Sven Öhman den 14 juni 1976. Uppsala. Libris 405260
- Festskrift till Öhmans 60-årsdag:  (på engelska) 9 x Öhman: selected papers. RUUL : reports from Uppsala University, Department of Linguistics, 0280-1337 ; 30. Uppsala: Dept. of Linguistics [Institutionen för lingvistik]. 1997. Libris 2316181
- 1998 – Margit Påhlsons pris för framstående insatser för svenska språket[11]